# (1581) Abanderada
(1581) Abanderada ist ein Asteroid des äußeren Hauptgürtels, der am 15. Juni 1950 vom argentinischen Astronomen Miguel Itzigsohn am Observatorio Astronómico der Universidad Nacional de La Plata in Argentinien entdeckt wurde. Nachträglich konnte der Asteroid bereits auf Aufnahmen nachgewiesen werden, die am 1. Mai 1927 am Krim-Observatorium in Simejis sowie in 1929, 1943 und 1949 an diesem und verschiedenen anderen Observatorien in den USA, Frankreich, Finnland und Belgien gemacht worden waren.
Der Name bezeichnet auf Spanisch eine Anführerin, die ein Banner trägt, und wurde an den Asteroiden verliehen, um die verstorbene Eva Perón (1919–1952) für ihren Einsatz um die soziale Entwicklung zu ehren.
Aufgrund ihrer Bahneigenschaften wird (1581) Abanderada zur Themis-Familie gezählt.

## Wissenschaftliche Auswertung
Aus Ergebnissen der IRAS Minor Planet Survey (IMPS) wurden 1992 erstmals Angaben zu Durchmesser und Albedo für zahlreiche Asteroiden abgeleitet, darunter auch (1581) Abanderada, für die damals Werte von 39,3 km bzw. 0,05 erhalten wurden. Eine Auswertung von Beobachtungen durch das Projekt NEOWISE im nahen Infrarot führte 2011 zu vorläufigen Werten für den Durchmesser und die Albedo im sichtbaren Bereich von 29,7 km bzw. 0,09. Nach neuen Messungen mit NEOWISE wurden die Werte 2014 auf 29,5 km bzw. 0,09 geändert. Nach der Reaktivierung von NEOWISE im Jahr 2013 und Registrierung neuer Daten wurden die Werte 2016 angegeben mit 35,7 km bzw. 0,05, diese Angaben beinhalten aber hohe Unsicherheiten.
Aus photometrisch aufgenommenen Lichtkurven vom 8. April bis 9. Juni 2017 an drei verschiedenen Observatorien in Italien und New Mexico konnte für (1581) Abanderada eine Rotationsperiode von 102,8 h ermittelt werden. Es handelt sich damit um einen sehr langsamen Rotator.
Aus archivierten Daten des Asteroid Terrestrial-impact Last Alert System (ATLAS) aus dem Zeitraum 2015 bis 2018 konnte in einer Untersuchung von 2022 mit der Methode der konvexen Inversion eine Rotationsperiode von 81,655 h bestimmt werden.

## Asteroidenpaar
(1581) Abanderada bildet mit dem Asteroiden (171) Ophelia ein quasi-complanares Asteroidenpaar. Sie besitzen sehr ähnliche Bahnelemente und bewegen sich nahezu in der gleichen Bahnebene, allerdings sind ihre Apsidenlinien etwas gegeneinander verdreht. (171) Ophelia besitzt eine geringfügig kürzere Umlaufzeit um die Sonne als (1581) Abanderada, so dass sie diese etwa alle 420 Jahre überholt. Für einen Zeitraum von etwa 25 Jahren führen die beiden Asteroiden dann als Quasisatelliten eine Pendelbewegung umeinander aus, allerdings ohne gravitativ aneinander gebunden zu sein, bevor sie sich wieder voneinander entfernen. In den 1000 Jahren um die derzeitige Epoche herum kommen sich die beiden Körper aber nur einmal näher als 1 Mio. km, nämlich am 23. Januar 2025 bis auf etwa 830.000 km bei einer geringen Relativgeschwindigkeit von 1,4 km/s.